# Manuel Štrlek
Manuel Štrlek (* 1. Dezember 1988 in Zagreb, SR Kroatien, SFR Jugoslawien) ist ein kroatischer Handballspieler. Er spielt auf der Linksaußenposition. Im Jahr 2016 wurde er zu Kroatiens Handballer des Jahres gewählt.

## Sportliche Laufbahn

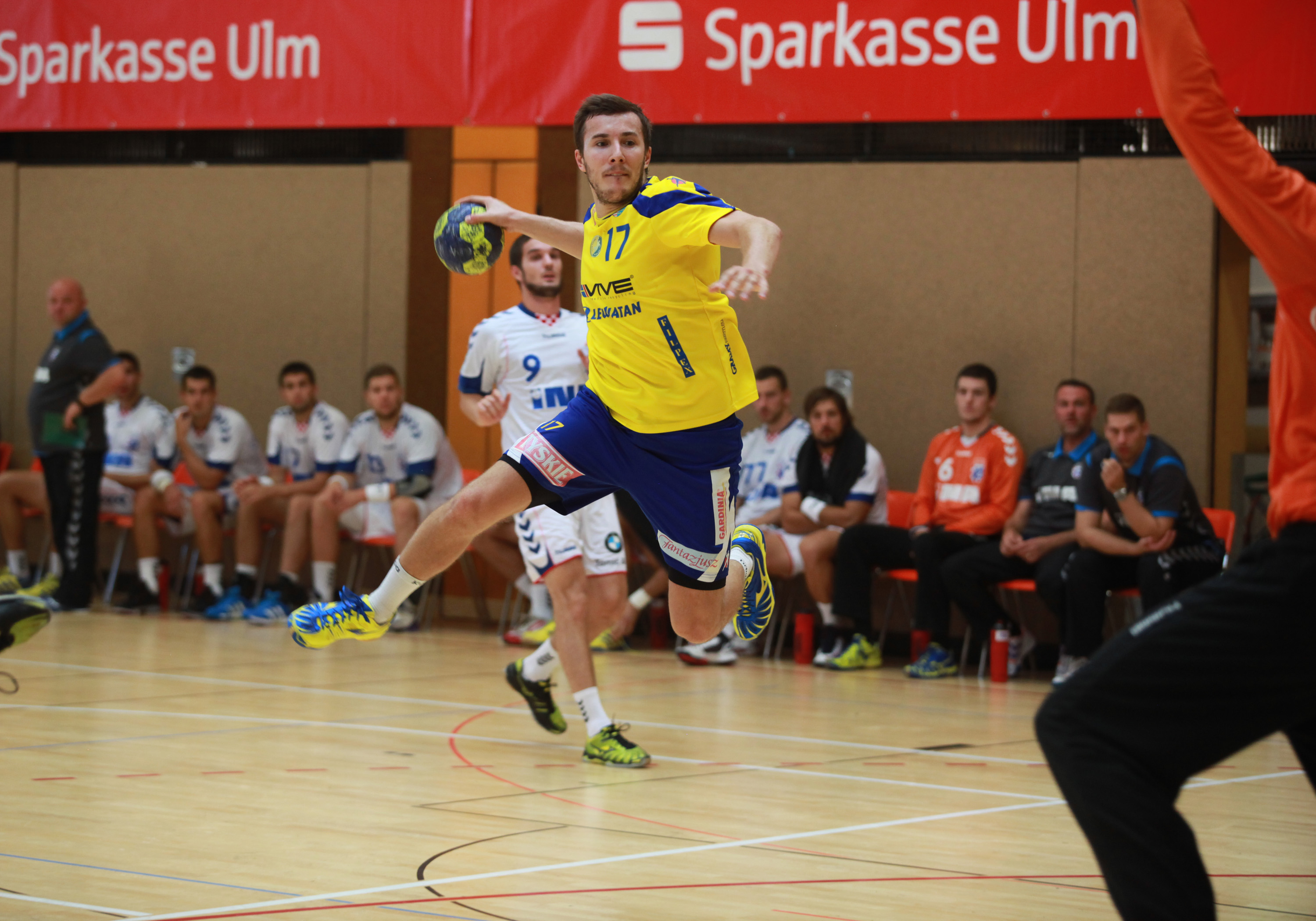
Manuel Štrlek

Štrlek begann seine Profi-Handballlaufbahn beim kroatischen Handballverein RK Zagreb in der Champions-League-Saison 2006/07 mit dem Spiel gegen den mazedonischen Verein RK Metalurg Skopje am 6. November 2006. Štrlek wurde mit RK Zagreb von 2007 bis 2012 in jedem Jahr sowohl kroatischer Meister als auch Pokalsieger. Im Sommer 2012 wechselte er zum polnischen Verein KS Kielce, mit dem er von 2013 bis 2018 ebenfalls Meisterschaft und Pokal gewann.
Mit der kroatischen Nationalmannschaft gewann er Silber bei der Europameisterschaft 2010 sowie jeweils die Bronzemedaille bei der Europameisterschaft 2012, den Olympischen Spielen 2012 und der Weltmeisterschaft 2013. Weiterhin nahm er an den Olympischen Spielen 2016 in Rio de Janeiro teil.
Im Sommer 2018 schloss sich Štrlek dem ungarischen Spitzenteam KC Veszprém an. Zur Saison 2023/24 unterschrieb er einen Dreijahresvertrag beim kroatischen Verein RK Našice. Im November 2024 verpflichteten ihn die Füchse Berlin als Ersatz für den verletzten Jerry Tollbring bis zum Saisonende. In der Saison 2024/25 gewann er mit den Füchsen den ersten Meistertitel der Vereinsgeschichte.

## Erfolge

### Nationalmannschaft
- Europameisterschaften: Silber 2010 und Wahl ins All-Star-Team, Bronze 2012
- Olympische Spiele: Bronze 2012
- Weltmeisterschaften: Bronze 2013

### Verein
- RK Zagreb
  - Kroatischer Meister 2007–2012
  - Kroatischer Pokalsieger 2007–2012
- Vive Kielce
  - Polnischer Meister 2013–2018
  - Polnischer Pokalsieger 2013–2018
  - EHF Champions League 2016
- KC Veszprém
  - Ungarischer Meister 2019 und 2023
  - Ungarischer Pokalsieger 2021, 2022 und 2023
  - SEHA-Liga 2020, 2021 und 2022
- Füchse Berlin
  - Deutscher Meister 2025